# Multán
Multán je město v pákistánské provincii Paňdžáb. Ve městě žije přibližně 1,87 milionu obyvatel a město tak patřilo k nejvíce zalidněným pákistánským sídlům. Leží na březích řeky Čanáb a rozkládá se na 133 km², ve výšce 122 m n. m. Historie města sahá do středověku, přičemž v té době se zde nacházel významný sluneční chrám (později byl zničen).

## Partnerská města
- Konya, Turecko
- Rašt, Írán
- Řím, Itálie